# Xerxes II
Xerxes II, död cirka 424 f.Kr., var persisk storkonung cirka 424 f.Kr., son till Artaxerxes I och Damaspia samt sonson till Xerxes I.
Xerxes II efterträdde sin far Artaxerxes I, men hann endast regera i 45 dagar, varefter han mördades av sin halvbror Sogdianus, som i sin tur mördades av Xerxes bror Dareios.